# Let Me Cry
Let Me Cry – singel bułgarskiej piosenkarki Mariany Popowej z gościnnym udziałem Azisa, napisany przez Daniego Milewa i Elinę Gawrilową, wydany w 2006 roku oraz umieszczony na debiutanckiej płycie artystki zatytułowanej New Religion z 2008 roku.
W 2006 roku utwór został zakwalifikowany do udziału w krajowych eliminacjach eurowizyjnych. 25 lutego został zaśpiewany przez Popową w półfinale selekcji i zakwalifikował się do finału. W finale zorganizowanym dwa tygodnie później, tj. 11 marca, został zaprezentowany przez piosenkarkę jako trzeci w kolejności i zdobył największą liczbę 4 700 głosów telewidzów (24,05% poparcia), dzięki czemu został wybrany na propozycję reprezentującą Bułgarię podczas 51. Konkursu Piosenki Eurowizji organizowanego w Atenach.
18 maja utwór został wykonany przez Popową jako drugi w kolejności w półfinale Konkursu Piosenki Eurowizji i zajął ostatecznie siedemnaste miejsce z 36 punktami na koncie, przez co nie awansował do finału.